# Шарданово (станция)
Шарда́ново — железнодорожная станция Минераловодского региона Северо-Кавказской железной дороги, находящаяся у одноимённого посёлка при железнодорожной станции Шарданово, в Прохладненском районе Кабардино-Балкарской Республики.
Своё название станция, а в последующем и населенный пункт, получили от местного кабардинского деятеля — Батырбека Бекмурзовича Шарданова, главного инженера железнодорожного акционерного общества Екатеринодара в конце XIX — начале XX века. 

## Сообщение по остановочному пункту
По состоянию на март 2019 года по станции курсируют следующие поезда пригородного сообщения:
| Пригородное | Пригородное                    | Пригородное | Пригородное                    |
| № поезда    | Маршрут движения               | № поезда    | Маршрут движения               |
| ----------- | ------------------------------ | ----------- | ------------------------------ |
| 6311        | Нальчик — Минеральные Воды     | 6314        | Минеральные Воды — Нальчик     |
| 6405        | Нальчик — Минеральные Воды     | 6406        | Минеральные Воды — Нальчик     |
| 6407        | Владикавказ — Минеральные Воды | 6408        | Минеральные Воды — Владикавказ |
| 6439        | Владикавказ — Минеральные Воды | 6440        | Минеральные Воды — Владикавказ |